# Línea 32 (Buenos Aires)
La línea 32 es una línea de colectivos del Área Metropolitana de Buenos Aires. Une la Plaza Miserere, ubicada en el barrio de Once, con Lanús y Remedios de Escalada.
La línea 32 de colectivos fue operada por la Empresa El Puente S.A.T.  desde 1942 hasta 2025. Actualmente pertenece al Grupo D.O.T.A.

## Recorrido principal

### De Once a Remedios de Escalada (Lanús)
Desde Plaza de Miserere por Bartolomé Mitre, Av. Pueyrredón, Av. Rivadavia, Gral. Urquiza, Rondeau, 24 de Noviembre, Pepirí, Prof. Dr. Pedro Chutro, Av. Almafuerte, Achala, Av. Sáenz, Cruce Puente Uriburu, Av. Remedios de Escalada de San Martín, Dr. Alfredo L. Palacios, Carlos Pellegrini, Cnel. Ignacio Warnes, Tte. Cnel. Jorge Obón, Gdor. Gral. J. J. Viamonte, Dr. José Darragueyra, Cnel. Sayos, Cnel. Osorio, Gdor. Gral. J. J. Viamonte, Av. Pte. Bernardino Rivadavia, Gdor. Gral. J. R. Balcarce, Río de Janeiro, Cnel. Seguí, Mtro. Brin, 25 de Mayo, Margarita Weild, ingreso a la terminal de ómnibus de la estación Lanús, 20 de Octubre, Av. Hipólito Yrigoyen, L. Caputo, Cjal. A. H. Barragán hasta estación Remedios De Escalada.

### De Remedios de Escalada (Lanús) a Once
Desde L. Caputo y Cjal. A. H. Barragán por L. Caputo, Av. H. Yrigoyen, terminal de ómnibus de la estación Lanús, 20 de Octubre, Juan Piñeiro, 2 De Mayo, Carlos Casares, Gdor. Manuel Ocampo, Av. Gral. José De San Martín, Cnel. D’Elía, Av. Pte. Bernardino Rivadavia, Gdor. Gral. J. J. Viamonte, Cnel. Osorio, Cnel. Sayos, Dr. José Darragueyra, Gdor. Gral. J. J. Viamonte, Tte. Cnel. Jorge Obon, Cnel. Ignacio Warnes, Carlos Pellegrini, Remedios De Escalada De San Martín, Sen. Francisco Quindimil, Carabobo, Remedios De Escalada De San Martín, Cruce Puente Uriburu, Av. Sáenz, Av. Almafuerte, Sánchez De Loria, Av. Brasil, 24 De Noviembre, Dr. Tomás Manuel De Anchorena, Bartolomé Mitre hasta Plaza Miserere.

## Otros Ramales
- 2: Once - Estación Lanús

## Sitios de interés
La línea 32 en su recorrido, atraviesa los siguientes sitios: Once - Plaza Miserere, Parque Patricios, Estación Lanús, Hospital Aeronáutico, Hospital Francés, Hospital Penna, Hospital Churruca, Facultad de Psicología de la UBA, UBA CBC Puan, Facultad de Ciencias Sociales de la USAL, Comuna 5 - GCBA, Municipalidad de Lanús y Hospital Evita